# Acacia jensenii
Acacia jensenii — вид квіткових рослин з родини бобових. Ареал: Австралія (Північна територія, Західна Австралія).

## Середовище
Росте на рівнинах, на схилах і піщаних дюнах і в балках з пісковику.

## Біоморфологічна характеристика
Це відкритий кущ або дерево зазвичай досягає висоти від 1 до 6 метрів і має один або два стебла біля основи. Зелені філодії мають лінійну або вузькоеліптичну форму, довжину 2.5–6 см і ширину 3–6 мм. Цвіте жовтими квітками з травня по серпень. Стручки завширшки 7–8 мм з косими насінням.